# 世界三大レース
世界三大レース（せかいさんだいレース、Triple Crown of Motorsport）とは、モナコグランプリ、インディ500、ル・マン24時間レースという3つの自動車レースに対する伝統的な呼称である。

## 概要
今日世界三大レースに数えられるレースは、いずれもモータースポーツの歴史とほぼ等しい長い歴史と高い人気を持つ。現在では
- モナコGP = F1世界選手権
- インディ500 = インディカー・シリーズ
- ル・マン24時間レース = FIA 世界耐久選手権

の看板レースを担っている。
これらのレースは、それぞれが大きく異なる特徴を持つ。

### モナコグランプリ

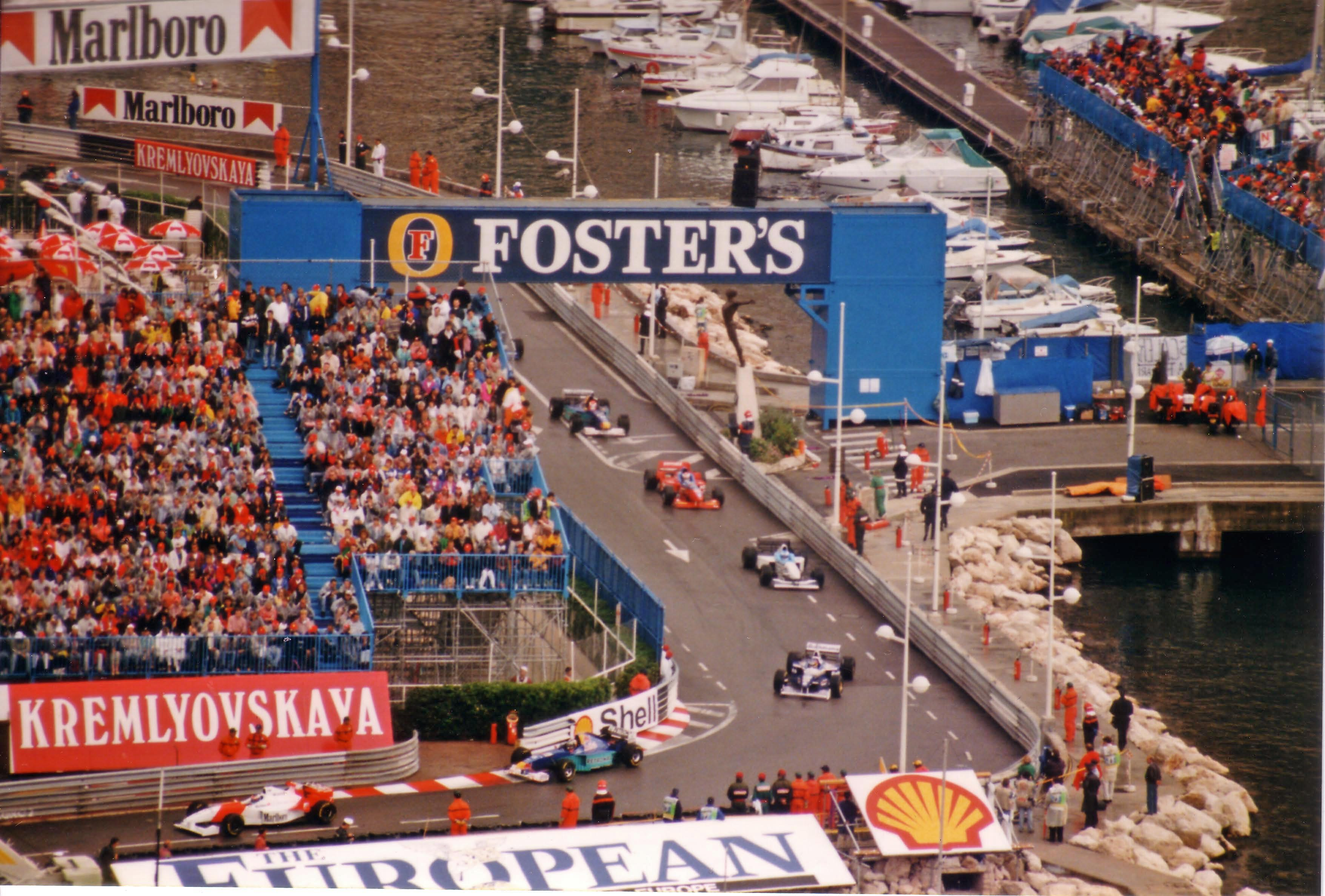
モナコグランプリ（1996年）

開催地 - モンテカルロ市街地コース(3.34 km)/モナコ公国・モンテカルロ
初開催 - 1929年
F1ドライバーたちが揃って「選手権で最も重要なレース」と称する市街地レース。シケインやタイトコーナーが連続するテクニカルコースでは、F1においてすら決勝レースの平均速度が150 km/h程度である。また、道幅が狭くエスケープゾーンも少ないため些細なミスも許されない。ゆえにセーフティーカーの出動率が52%にも達する。ドライバーの技量も大きく問われる難しいレースであり、「モナコでの一勝は、他のレースでの三勝に匹敵する」と言われる。さらにF1のサーキット中最もオーバーテイクが難しいと言われ、予選での速さが重要になる。

### インディ500

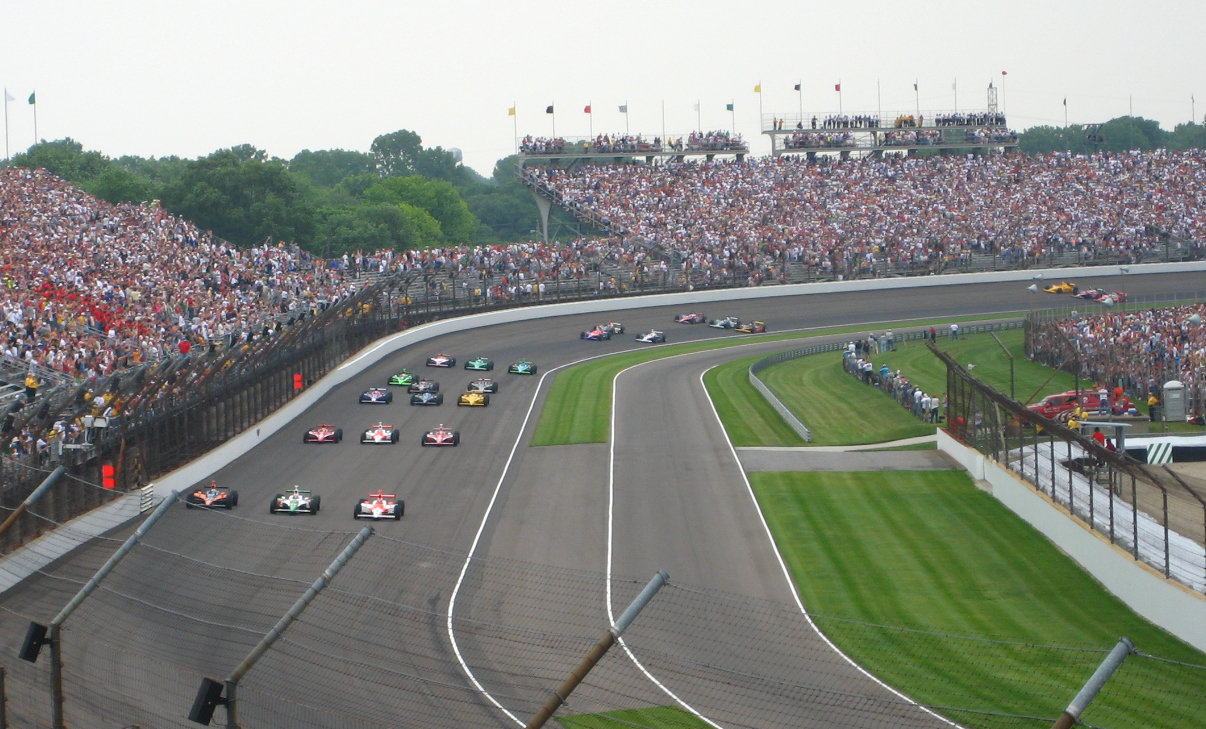
インディ500（2007年）

開催地 - インディアナポリス・モーター・スピードウェイ(2.5 miles)/アメリカ合衆国・インディアナポリス
初開催 - 1911年
観客動員数40万人を誇るアメリカ最大のモータースポーツイベント。決められた距離を走るスプリントレースながら総走行距離が500マイル(約806 km)と非常に長く、ドライバーはその中を350 km/hを超える速さで走り続ける。クラッシュが度々起こるため何度もレースがリスタートされることや、フルコースコーション中の一斉ピットワーク、ストレート、ターンを問わずに続くサイド・バイ・サイド、ドラフティング（スリップストリーム）を駆使したオーバーテイクなどによって頻繁に順位が入れ替わる。そのため最終周の残り数メートルまで誰が勝つか分からないエンターテイメント性に富んだレースが展開される。

### ル・マン24時間レース

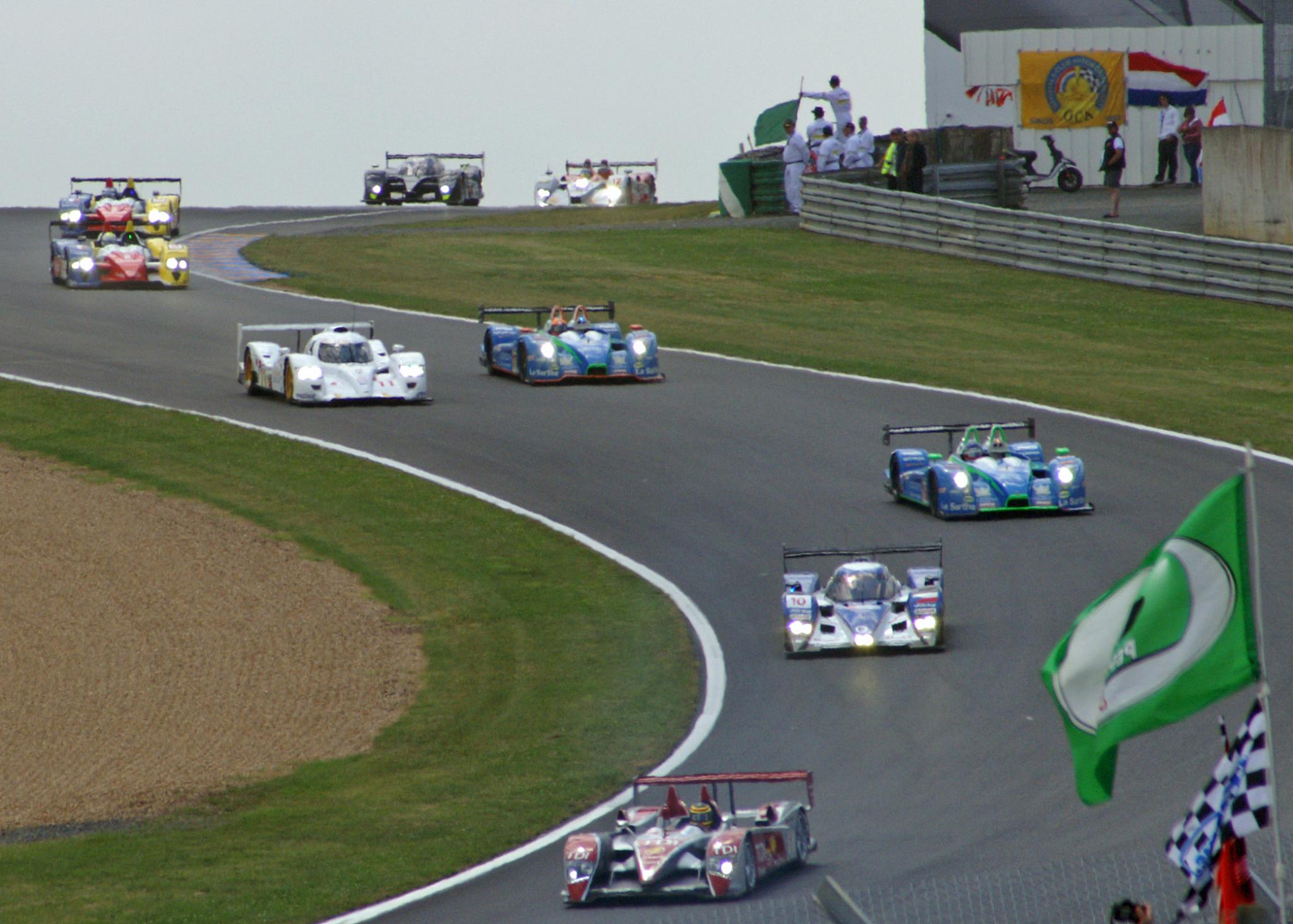
ル・マン24時間レース（2008年）

開催地 - サルト・サーキット(13.629 km)/フランス・ル・マン
初開催 - 1923年
耐久レースのなかでは最も長い歴史をもち、「世界最高の草レース」と呼ばれることもある。世界各国で行われる耐久レースのほとんどはル・マンのフォーマットに準じている。サルト・サーキットは長距離の高速サーキットで、かつコースのほとんどに公道を利用しているため路面はバンプが険しく、シャシとエンジンへの負担が大きい。さらに夕方、夜間、日中と移り変わるコンディションの中で走らなければならない。そのためマシンには高い速度と優れた信頼性、ドライバーには集中力はもちろん、環境の変化に対応する力と相互のチームワークが求められる。

### 各レースの比較
|                                      | モナコGP                                         | インディ500                                                             | ル・マン24時間                                                                                    |
| ------------------------------------ | ------------------------------------------------ | ----------------------------------------------------------------------- | ------------------------------------------------------------------------------------------------- |
| 主催団体                             | 国際自動車連盟(FIA)                              | IndyCar                                                                 | フランス西部自動車クラブ(ACO)                                                                     |
| 決勝レースの 開催時期                | 5月中旬から下旬 （決勝は日曜日）                 | 戦没者追悼記念週間 (メモリアルウィーク)の日曜日 （5月最終月曜日の前日） | １年で日照時間が 最も長い土曜日から日曜日 （例年は6月中旬）                                       |
| 出走台数                             | コンストラクター数×2台                           | 33台                                                                    | 最大55台                                                                                          |
| スポット参戦                         | 不可 (リザーブドライバーの代走は可)              | 可                                                                      | 可                                                                                                |
| スタート方式                         | 2列スタンディングスタート                        | 3列ローリングスタート                                                   | ル・マン式スタート（1969年まで） 2列ローリングスタート（1971年から）                              |
| 使用するマシン                       | 各チームが選手権向けに 開発したフォーミュラ1カー | インディカー・シリーズで使用される ものと同じフォーミュラカー           | シャシーメーカーや乗用車メーカーが開発、購入した プロトタイプレーシングカーまたはGTレーシングカー |
| レース距離/周回数                    | 260km/78周                                       | 500マイル/200周                                                         | -                                                                                                 |
| レース時間                           | 1時間40分-2時間                                  | 3時間前後                                                               | 24時間 (土曜日の現地時間16時～翌日16時)                                                           |
| 周回平均速度:最高速度 （およその値） | 160km/h:280km/h                                  | 220mph(354km/h):230mph(370km/h)                                         | 240km/h:330km/h                                                                                   |
| 車両一台あたりの ドライバー人数      | 1人                                              | 1人                                                                     | 3人                                                                                               |

## 主な記録

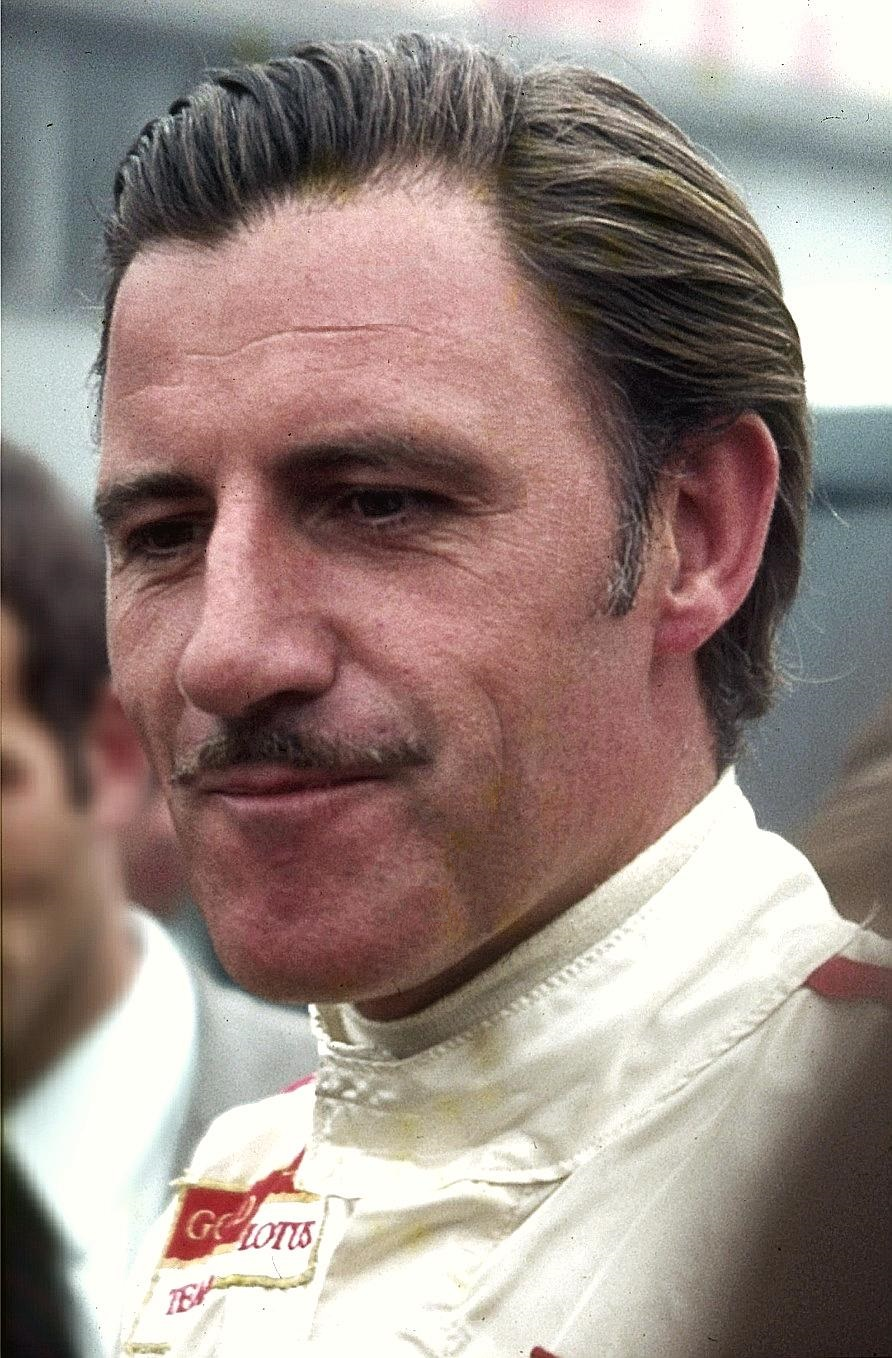
三大レース全てを制覇した唯一のドライバー、グラハム・ヒル

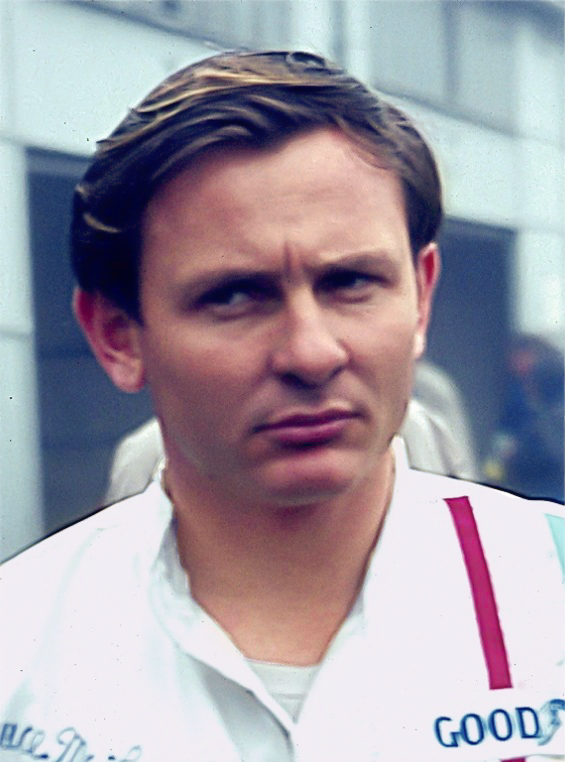
三大レース全てを制覇したコンストラクター、マクラーレンの創設者ブルース・マクラーレン。自身もモナコグランプリとル・マン24時間レースで優勝した

2025年時点の主な記録。

### 複数レース勝者
この「世界三大レース」を語る上で最もよく取り上げられるのは、複数のレースを勝利したドライバーについての記録である。これが重んじられるのは、前述の通り3レースがそれぞれ異なる性質であり、ドライバーに要求される技術も変わってくるためである。

#### ドライバー
この3レース全てを制覇したドライバーはグラハム・ヒルのみで、他、3レース中2レースを制したドライバーが7名いる。この内、ヒルがモナコで挙げた5勝、A.J.フォイトがインディ500で挙げた4勝は、それぞれのレースで当時の史上最多勝記録となるものであった。
三大レース中の複数のレースにおいて優勝を同年中に達成した例としては、1967年にフォイトがインディ500とル・マンの両方で優勝した例があるのみである。
2025年現在、この8名のドライバーの内、現役のレースドライバーはフェルナンド・アロンソのみである（ファン・パブロ・モントーヤ、アロンソ、フォイトを除く5名は故人）。
| ドライバー                 | モナコGP優勝                           | インディ500優勝                | ル・マン優勝   |
| -------------------------- | -------------------------------------- | ------------------------------ | -------------- |
| タツィオ・ヌヴォラーリ     | 1932年                                 | -                              | 1933年         |
| モーリス・トランティニアン | 1955年、1958年                         | -                              | 1954年         |
| A.J.フォイト               | -                                      | 1961年、1964年、1967年、1977年 | 1967年         |
| ブルース・マクラーレン     | 1962年                                 | -                              | 1966年         |
| グラハム・ヒル             | 1963年、1964年、1965年、1968年、1969年 | 1966年                         | 1972年         |
| ヨッヘン・リント           | 1970年                                 | -                              | 1965年         |
| ファン・パブロ・モントーヤ | 2003年                                 | 2000年、2015年                 | -              |
| フェルナンド・アロンソ     | 2006年、2007年                         | -                              | 2018年、2019年 |

#### コンストラクター
この3レース全てを制覇したコンストラクター（車体製造者）はマクラーレンのみである。合併など存続をした組織を含めるとメルセデスも含まれる。
| コンストラクター | モナコGP優勝 | インディ500優勝        | ル・マン優勝                                                                                     |
| ---------------- | --- | ---------------------- | ------------------------------------------------------------------------------------------------ |
| プジョー         | - | 1913年、1916年、1919年 | 1992年、1993年、2009年                                                                           |
| メルセデス       | 1935年、1936年、1937年、2013年、2014年、 2015年、2016年、2019年                                                                   | 1915年                 | 1952年、1989年                                                                                   |
| ブガッティ       | 1929年、1930年、1931年、1933年 | -                      | 1937年、1939年                                                                                   |
| アルファロメオ   | 1932年、1934年、1950年 | -                      | 1931年、1932年、1933年、1934年                                                                   |
| マセラティ       | 1948年、1956年、1957年 | 1939年、1940年         | -                                                                                                |
| フェラーリ       | 1952年、1955年、1975年、1976年、1979年、 1981年、1997年、1999年、2001年、2017年、 2024年                                          | -                      | 1949年、1954年、1958年、1960年、1961年、 1962年、1963年、1964年、1965年、2023年、 2024年、2025年 |
| ロータス         | 1960年、1961年、1968年、1969年、1970年、 1974年、1987年                                                                           | 1965年                 | -                                                                                                |
| マクラーレン     | 1984年、1985年、1986年、1988年、1989年、 1990年、1991年、1992年、1993年、1998年、 2000年、2002年、2005年、2007年、2008年、 2025年 | 1972年、1974年、1976年 | 1995年                                                                                           |
| ルノー           | 2004年、2006年 | -                      | 1978年                                                                                           |

### 最多勝・連勝

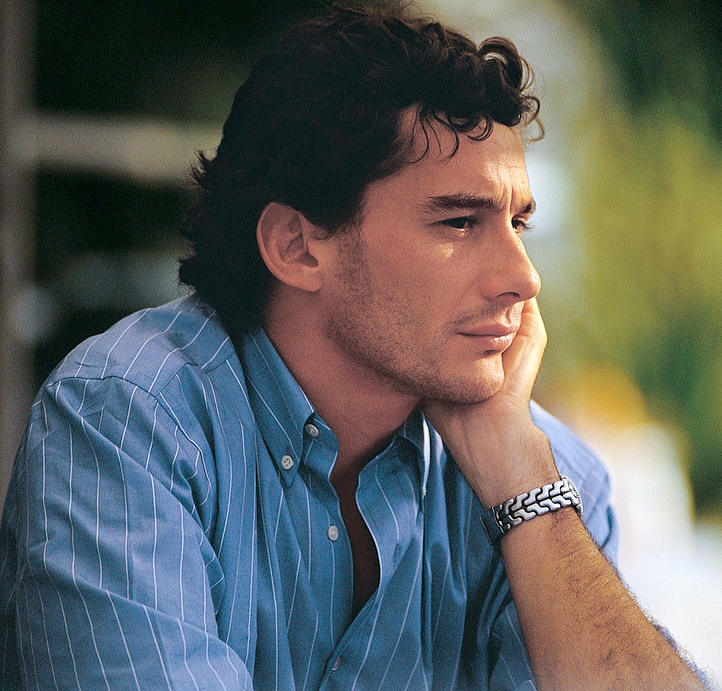
モナコGP最多6勝の記録を持つF1ドライバーアイルトン・セナ。

モナコGPの最多勝記録はアイルトン・セナ（6勝）が持ち、これに5勝のグラハム・ヒル、ミハエル・シューマッハ、4勝のアラン・プロストが続き、彼らを含め、2勝以上を挙げたドライバーの数は計17名に上る。連勝記録については、セナが持つ5連勝という記録に対して続くのはヒル（1963年-1965年）、プロスト（1984年-1986年）、ニコ・ロズベルグ（2013年-2015年）が持つ3連勝という記録であり、セナの記録がやや突出したものとなっている。
インディ500の最多勝記録は4勝で4名が並び（現役のドライバーはエリオ・カストロネベスのみ）、3勝を挙げたドライバーも6名に及ぶ。2勝以上を挙げたドライバーは計21名に上る。連勝記録は少なく、2連勝を達成した6名のみであり、3連勝以上を達成したドライバーは存在しない。
ル・マン24時間レースにおける最多勝記録はトム・クリステンセンが持つ9勝であり、クリステンセンが2005年に7勝目を挙げる以前はジャッキー・イクスが1982年までに樹立した通算6勝が最多勝記録であった。現在ではこれに5勝のデレック・ベル、フランク・ビエラ、エマニュエル・ピロの3名が続き、4勝のドライバーは4名を数える。連勝記録としてはクリステンセンが2000年-2005年に達成した6連勝が突出したものとなっており、2番手以下は3連勝で8名（ウルフ・バーナート、オリビエ・ジャンドビアン、アンリ・ペスカロロ、ピロ、ビエラ、マルコ・ヴェルナー、セバスチャン・ブエミ、中嶋一貴）が並ぶ。
| 分類             | モナコGP   | モナコGP | インディ500 | インディ500 | ル・マン   | ル・マン |
| ドライバー       | ドライバー | ドライバー | ドライバー  | ドライバー | ドライバー | ドライバー |
| ---------------- | ---------- | --- | ----------- | --- | ---------- | --- |
| 最多勝           | 6          | アイルトン・セナ 1987年、1989年、1990年、1991年、1992年、 1993年                                                                               | 4           | A.J.フォイト 1961年、1964年、1967年、1977年 アル・アンサー 1970年、1971年、1978年、1987年 リック・メアーズ 1979年、1984年、1988年、1991年 エリオ・カストロネベス 2001年、2002年、2009年、2021年                     | 9          | トム・クリステンセン 1997年、2000年、2001年、2002年、2003年、 2004年、2005年、2008年、2013年                                                                       |
| 連勝             | 5          | アイルトン・セナ 1989年-1993年 | 2           | ウィルバー・ショウ 1939年-1940年 モーリ・ローズ 1947年-1948年 ビル・ブコビッチ 1953年-1954年 アル・アンサー 1970年-1971年 エリオ・カストロネベス 2000年-2001年 ジョセフ・ニューガーデン 2023年-2024年               | 6          | トム・クリステンセン 2000年-2005年 |
| コンストラクター |            | |             | |            | |
| 最多勝           | 16         | マクラーレン 1984年、1985年、1986年、1988年、1989年、 1990年、1991年、1992年、1993年、1998年、 2000年、2002年、2005年、2007年、2008年、 2025年 | 25          | ダラーラ 1998年、1999年、2001年、2002年、2005年、 2006年、2007年、2008年、2009年、2010年、 2011年、2012年、2013年、2014年、2015年、 2016年、2017年、2018年、2019年、2020年、 2021年、2022年、2023年、2024年、2025年 | 19         | ポルシェ 1970年、1971年、1976年、1977年、1979年、 1981年、1982年、1983年、1984年、1985年、 1986年、1987年、1994年、1996年、1997年、 1998年、2015年、2016年、2017年 |
| 連勝             | 6          | マクラーレン 1988年-1993年 | 21          | ダラーラ 2005年-2025年 | 7          | ポルシェ 1981年-1987年 |

## 日本勢の成績

### ドライバー
日本人ドライバーで世界三大レース優勝者はこれまで6名（ル・マン5名、インディ1名）となっている。
| 年                   | ドライバー           | マシン               | チーム                                       | チームメイト                                |
| ル・マン24時間レース | ル・マン24時間レース | ル・マン24時間レース | ル・マン24時間レース                         | ル・マン24時間レース                        |
| -------------------- | -------------------- | -------------------- | -------------------------------------------- | ------------------------------------------- |
| 1995年               | 関谷正徳             | マクラーレン F1 GTR  | 国際開発レーシング                           | ヤニック・ダルマス J.J.レート               |
| 2004年               | 荒聖治               | アウディ・R8         | アウディスポーツジャパン・チーム郷           | トム・クリステンセン リナルド・カペッロ     |
| 2018年               | 中嶋一貴             | トヨタ・TS050 HYBRID | トヨタ・ガズー・レーシング                   | セバスチャン・ブエミ フェルナンド・アロンソ |
| 2019年               | 中嶋一貴             | トヨタ・TS050 HYBRID | トヨタ・ガズー・レーシング                   | セバスチャン・ブエミ フェルナンド・アロンソ |
| 2020年               | 中嶋一貴             | トヨタ・TS050 HYBRID | トヨタ・ガズー・レーシング                   | セバスチャン・ブエミ ブレンドン・ハートレイ |
| 2021年               | 小林可夢偉           | トヨタ・GR010 HYBRID | トヨタ・ガズー・レーシング                   | マイク・コンウェイ ホセ・マリア・ロペス     |
| 2022年               | 平川亮               | トヨタ・GR010 HYBRID | トヨタ・ガズー・レーシング                   | セバスチャン・ブエミ ブレンドン・ハートレイ |
| インディ500          |                      |                      |                                              |                                             |
| 2017年               | 佐藤琢磨             | ダラーラ（ ホンダ）  | アンドレッティ・オートスポーツ               |                                             |
| 2020年               | 佐藤琢磨             | ダラーラ（ ホンダ）  | レイホール・レターマン・ラニガン・レーシング |                                             |

これまでF1に参戦してきた日本人ドライバーは、いずれもモナコGPを優勝しておらず、2011年に小林可夢偉が記録した5位が決勝レースの最高成績となっている。また、世界三大レースの3つ全てに出走経験がある日本人ドライバーは中野信治のみである。

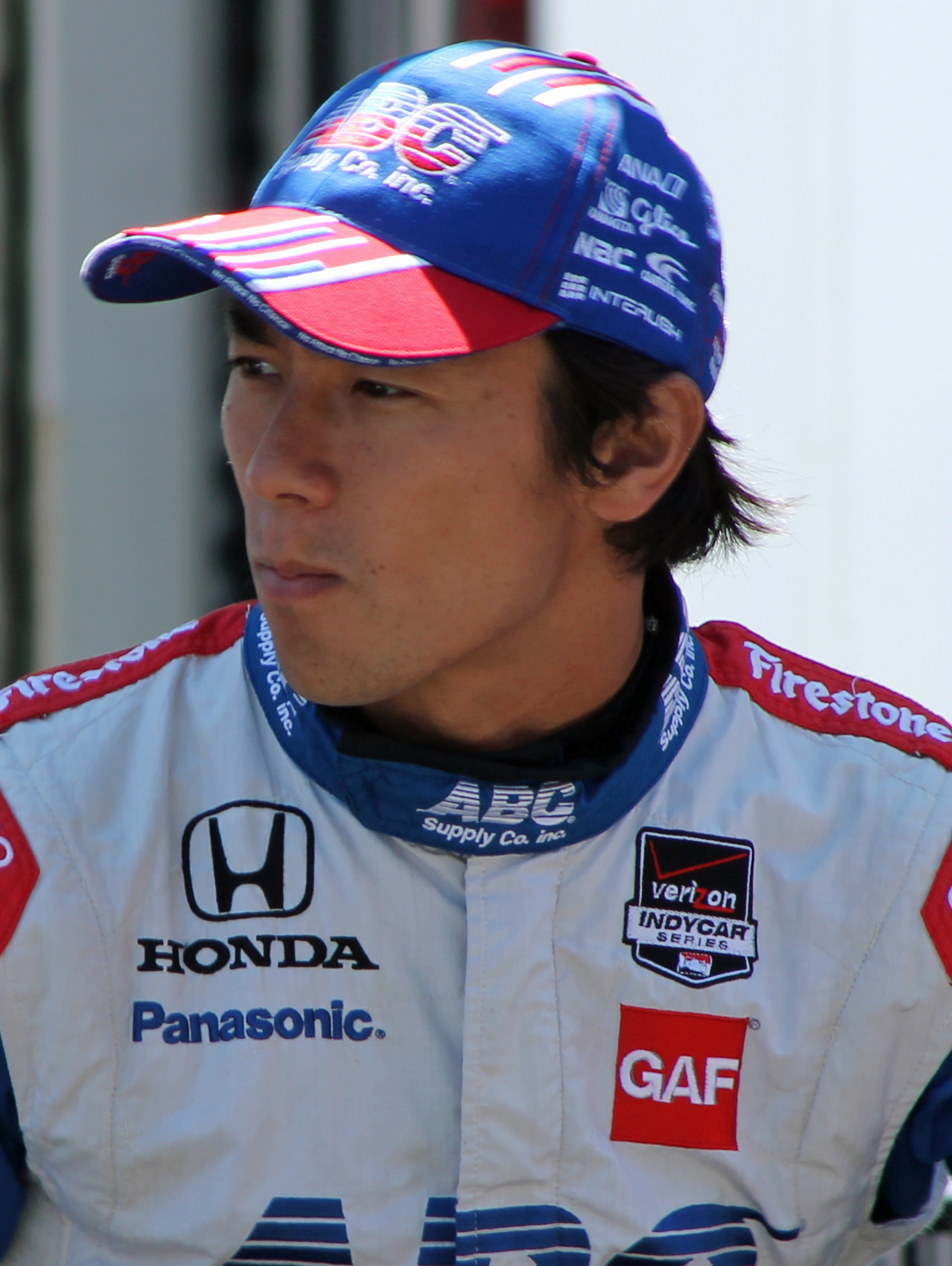
日本人で（アジア人としても）初めてインディ500を制した佐藤琢磨
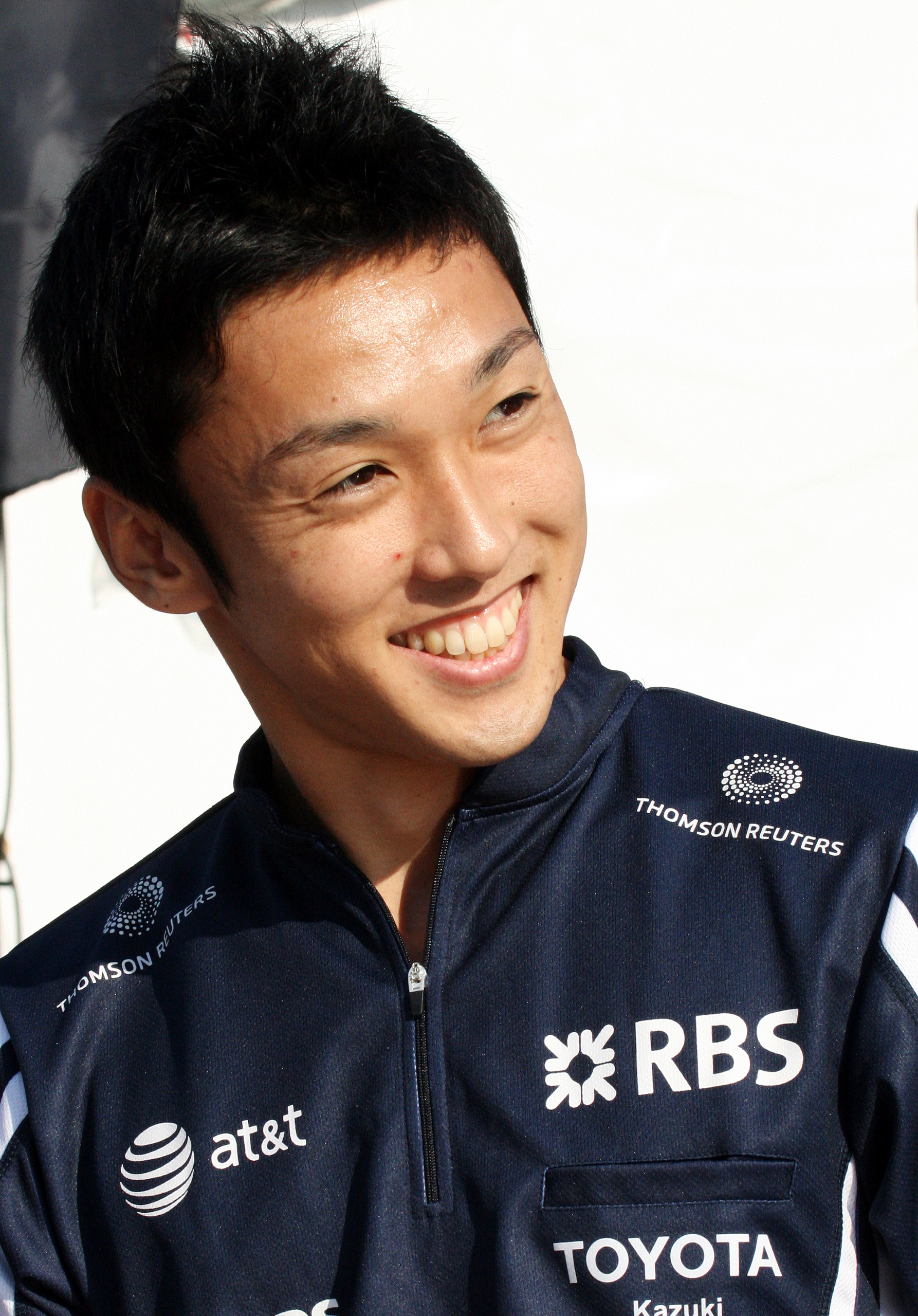
日本人で初めて日本のコンストラクター（トヨタ）でル・マン24時間耐久レースを制した中嶋一貴
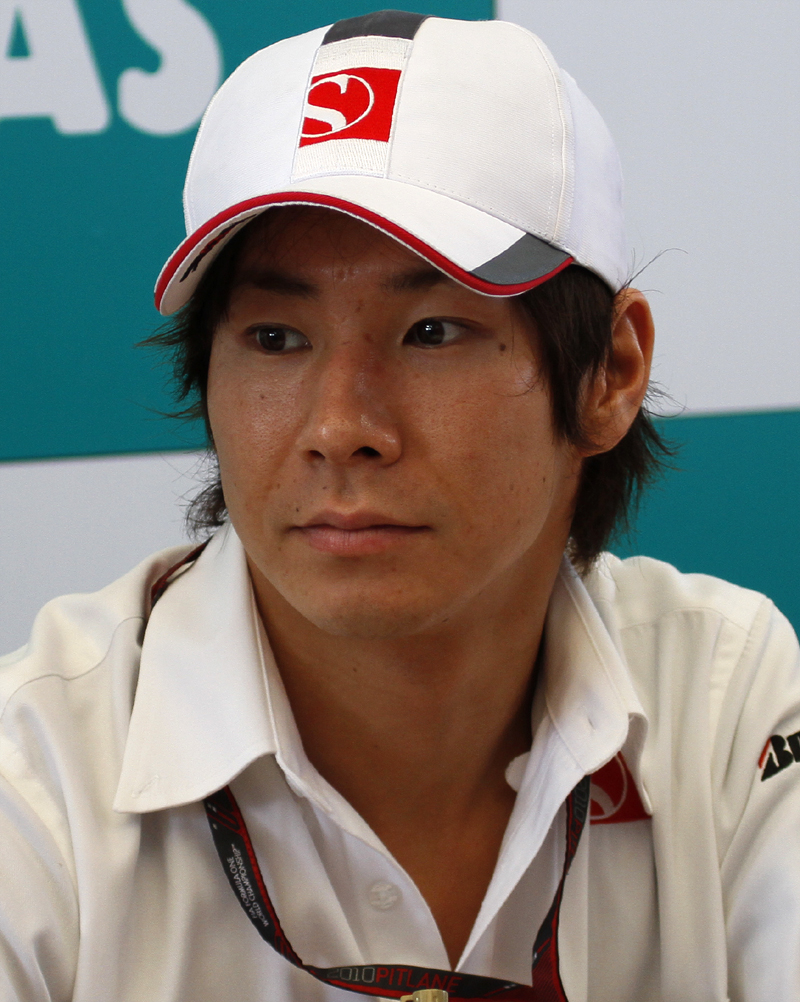
日本人で2人目の日本のコントラクター（トヨタ）でル・マン24時間レースを制した小林可夢偉

### コンストラクター
日本のコンストラクター（車体製造者）としては、これまでル・マンで2メーカーが優勝している。
| 年                   | コンストラクター     | マシン               | チーム                     | ドライバー                                                         |
| ル・マン24時間レース | ル・マン24時間レース | ル・マン24時間レース | ル・マン24時間レース       | ル・マン24時間レース                                               |
| -------------------- | -------------------- | -------------------- | -------------------------- | ------------------------------------------------------------------ |
| 1991年               | マツダ               | マツダ・787B         | マツダスピード             | フォルカー・ヴァイドラー ジョニー・ハーバート ベルトラン・ガショー |
| 2018年               | トヨタ               | トヨタ・TS050 HYBRID | トヨタ・ガズー・レーシング | セバスチャン・ブエミ 中嶋一貴 フェルナンド・アロンソ               |
| 2019年               | トヨタ               | トヨタ・TS050 HYBRID | トヨタ・ガズー・レーシング | セバスチャン・ブエミ 中嶋一貴 フェルナンド・アロンソ               |
| 2020年               | トヨタ               | トヨタ・TS050 HYBRID | トヨタ・ガズー・レーシング | セバスチャン・ブエミ 中嶋一貴 ブレンドン・ハートレイ               |
| 2021年               | トヨタ               | トヨタ・GR010 HYBRID | トヨタ・ガズー・レーシング | マイク・コンウェイ 小林可夢偉 ホセ・マリア・ロペス                 |
| 2022年               | トヨタ               | トヨタ・GR010 HYBRID | トヨタ・ガズー・レーシング | セバスチャン・ブエミ ブレンドン・ハートレイ 平川亮                 |

モナコGPにおいては2006年にホンダ・レーシング・F1チームが記録した4位が最高位である（ドライバーはルーベンス・バリチェロ）。インディ500にはコンストラクターとして参戦した例がない。

### エンジンサプライヤー
エンジンサプライヤー（エンジン製造者）としては以下の通り。なお、ル・マン24時間はコンストラクターでの優勝と同じ場合は割愛する。
| モナコGP                                             | インディ500                                                                    |
| ---------------------------------------------------- | ------------------------------------------------------------------------------ |
| ホンダ（1987年-1992年、2021年） 無限ホンダ（1996年） | トヨタ（2003年） ホンダ（2004年-2012年、2014年、2016年-2017年、2020年-2022年） |